# Coirós
Coirós è un comune spagnolo di 1 765 abitanti situato nella comunità autonoma della Galizia.